# Fraunces Tavern
Il Fraunces Tavern è un importante museo e ristorante di New York, situato a 54 Pearl Street all'angolo di Broad Street. Il luogo ha ricoperto un ruolo importante nella storia della rivoluzione americana, servendo come sede generale di George Washington, come sede dei negoziati di pace con gli inglesi e come sede degli uffici federali durante la Repubblica. Dal 1904 è proprietà di Sons of the Revolution, che ha effettuato una importante ricostruzione congetturale affermando che si tratta del più antico edificio di Manhattan ancora in uso. Il museo è portavoce della storia dell'edificio grazie a varie mostre artistiche e ad alcuni artefatti. Il Fraunces Tavern è un'attrazione turistica che fa parte dell'American Whiskey Trail e del New York Freedom Trail.